# Irish Premier League (2007/2008)
Irish Premier League 2007/2008 (ze względów sponsorskich zwana Carnegie Irish League) – 107. edycja najwyższej klasy rozgrywkowej piłki nożnej w Irlandii Północnej. 
Brało w niej udział 16 drużyn, które w okresie od 22 września 2007 do 26 kwietnia 2008 rozegrały 30 kolejek meczów. 
Linfield zdobył trzeci tytuł z rzędu, a czterdziesty ósmy w swojej historii.
Był to ostatni sezon rozgrywek w tym formacie.Rozgrywki zostały przemianowane na IFA Premiership, z bardziej rygorystycznymi zasadami dotyczącymi kwalifikacji klubów chcących wziąć w nich udział. 
Wszystkie kluby nowej Premier League musiały spełniać określone kryteria.Musiały posiadać licencję krajową i licencję UEFA, solidne finanse, miejsca siedzące na stadionie, oświetlenie i inne środki naziemne.
Zmiany miały na celu poprawę standardów, udogodnienia przyjazne rodzinom, zwiększenie frekwencji, poprawę sponsoringu i zasięgu.

## Drużyny
| Uczestnicy poprzedniej edycji | Uczestnicy poprzedniej edycji | Uczestnicy poprzedniej edycji | Uczestnicy poprzedniej edycji |
| --- | ----------------------------- | ----------------------------- | ----------------------------- |
| LIN | Linfield F.C.                 | Belfast                       | 1                             |
| GLB | Glentoran F.C.                | Belfast                       | 2                             |
| CLI | Cliftonville F.C.             | Belfast                       | 3                             |
| PDN | Portadown F.C.                | Portadown                     | 4                             |
| LDI | Lisburn Distillery F.C.       | Lisburn                       | 5                             |
| CRS | Crusaders F.C.                | Belfast                       | 6                             |
| COL | Coleraine F.C.                | Coleraine                     | 7                             |
| DSW | Dungannon Swifts F.C.         | Dungannon                     | 8                             |
| BAL | Ballymena United F.C.         | Ballymena                     | 9                             |
| LIM | Limavady United F.C.          | Limavady                      | 10                            |
| ARM | Armagh City F.C.              | Armagh                        | 11                            |
| NCI | Newry City F.C.               | Newry                         | 12                            |
| DOC | Donegal Celtic F.C.           | Belfast                       | 13                            |
| LAR | Larne F.C.                    | Larne                         | 14                            |
| po barażach |                               |                               |                               |
| GLL | Glenavon F.C.                 | Lurgan                        | 15                            |
| Awans z Irish First Division |                               |                               |                               |
| INS | Institute F.C.                | Drumahoe                      | 9                             |
| Oznaczenia: - kolumna pierwsza – skróty nazw drużyn, - kolumna trzecia – siedziba klubu, - kolumna czwarta – miejsce zajęte w poprzednim sezonie. |                               |                               |                               |

## Tabela
| Lp. | Drużyna             | M  | Z  | R | P  | B+ | B- | +/– | Pkt | Kwalifikacja lub spadek                     |
| --- | ------------------- | -- | -- | - | -- | -- | -- | --- | --- | ------------------------------------------- |
| 1   | Linfield (M, P)     | 30 | 23 | 5 | 2  | 71 | 18 | +53 | 74  | Liga Mistrzów UEFA • I runda kwalifikacyjna |
| 2   | Glentoran           | 30 | 22 | 5 | 3  | 69 | 24 | +45 | 71  | Puchar UEFA • I runda kwalifikacyjna        |
| 3   | Cliftonville        | 30 | 18 | 6 | 6  | 55 | 32 | +23 | 60  | Puchar UEFA • I runda kwalifikacyjna        |
| 4   | Lisburn Distillery  | 30 | 17 | 7 | 6  | 50 | 28 | +22 | 58  | Puchar Intertoto UEFA • I runda             |
| 5   | Portadown (S)       | 30 | 15 | 2 | 13 | 44 | 39 | +5  | 47  | Spadek do IFA Championship                  |
| 6   | Ballymena United    | 30 | 12 | 8 | 10 | 42 | 41 | +1  | 44  |                                             |
| 7   | Crusaders           | 30 | 12 | 7 | 11 | 45 | 47 | −2  | 43  |                                             |
| 8   | Newry City          | 30 | 13 | 4 | 13 | 45 | 52 | −7  | 43  |                                             |
| 9   | Coleraine           | 30 | 11 | 7 | 12 | 41 | 50 | −9  | 40  |                                             |
| 10  | Dungannon Swifts    | 30 | 9  | 9 | 12 | 38 | 44 | −6  | 36  |                                             |
| 11  | Donegal Celtic (S)  | 30 | 9  | 8 | 13 | 39 | 47 | −8  | 35  | Spadek do IFA Championship                  |
| 12  | Glenavon            | 30 | 9  | 3 | 18 | 37 | 51 | −14 | 30  |                                             |
| 13  | Larne (S)           | 30 | 7  | 4 | 19 | 44 | 71 | −27 | 25  | Spadek do IFA Championship                  |
| 14  | Institute           | 30 | 5  | 8 | 17 | 23 | 41 | −18 | 23  |                                             |
| 15  | Limavady United (S) | 30 | 6  | 5 | 19 | 26 | 57 | −31 | 23  | Spadek do IFA Championship                  |
| 16  | Armagh City (S)     | 30 | 5  | 6 | 19 | 29 | 56 | −27 | 21  | Spadek do IFA Championship                  |

## Wyniki
| Gospodarz \ Gość   | ARM | BLM | CLI | COL | CRU | DGC | DUN | GLA | GLT | INS | LAR | LIM | LIN | LIS | NEW | POR |
| ------------------ | --- | --- | --- | --- | --- | --- | --- | --- | --- | --- | --- | --- | --- | --- | --- | --- |
| Armagh City        |     | 1–2 | 0–1 | 0–1 | 2–2 | 1–1 | 0–1 | 2–0 | 0–5 | 1–1 | 2–5 | 1–0 | 1–3 | 4–1 | 1–2 | 1–1 |
| Ballymena United   | 2–1 |     | 0–1 | 2–0 | 2–2 | 0–0 | 0–0 | 0–0 | 0–4 | 2–1 | 3–0 | 3–0 | 0–4 | 2–2 | 2–1 | 2–1 |
| Cliftonville       | 2–1 | 3–2 |     | 1–2 | 0–1 | 5–1 | 2–1 | 3–3 | 4–2 | 2–0 | 1–1 | 4–1 | 2–2 | 2–2 | 2–0 | 2–1 |
| Coleraine          | 2–0 | 1–1 | 0–3 |     | 3–3 | 3–2 | 2–2 | 0–1 | 1–4 | 2–1 | 4–1 | 1–0 | 1–4 | 1–4 | 0–1 | 1–1 |
| Crusaders          | 1–1 | 3–0 | 1–1 | 3–4 |     | 2–0 | 1–0 | 2–1 | 0–2 | 1–0 | 4–1 | 2–1 | 0–3 | 1–3 | 4–1 | 0–2 |
| Donegal Celtic     | 3–0 | 0–2 | 0–2 | 1–1 | 3–0 |     | 3–1 | 2–0 | 3–3 | 0–1 | 4–3 | 3–1 | 1–1 | 1–2 | 2–3 | 0–1 |
| Dungannon Swifts   | 5–1 | 2–1 | 1–0 | 4–1 | 1–1 | 0–0 |     | 1–4 | 0–0 | 0–1 | 1–0 | 0–2 | 4–0 | 0–3 | 4–6 | 0–3 |
| Glenavon           | 5–0 | 1–2 | 1–2 | 1–0 | 0–4 | 0–1 | 1–2 |     | 1–2 | 2–0 | 2–3 | 0–3 | 0–2 | 2–3 | 1–0 | 0–3 |
| Glentoran          | 1–0 | 2–4 | 2–1 | 2–1 | 3–0 | 5–1 | 1–1 | 3–0 |     | 4–0 | 1–0 | 3–0 | 1–0 | 2–2 | 2–1 | 3–1 |
| Institute          | 1–1 | 1–1 | 1–2 | 0–0 | 3–1 | 1–1 | 1–0 | 2–3 | 1–2 |     | 0–1 | 0–0 | 0–1 | 0–2 | 0–2 | 1–2 |
| Larne              | 0–2 | 2–1 | 1–2 | 1–2 | 0–3 | 4–2 | 3–3 | 3–4 | 0–3 | 1–2 |     | 2–2 | 1–5 | 1–2 | 3–0 | 1–2 |
| Limavady United    | 0–3 | 3–1 | 3–1 | 0–0 | 1–2 | 0–1 | 1–1 | 1–0 | 1–0 | 2–2 | 2–3 |     | 0–4 | 1–2 | 1–3 | 0–2 |
| Linfield           | 2–1 | 1–0 | 0–0 | 4–0 | 5–0 | 2–0 | 2–1 | 3–2 | 0–0 | 1–0 | 3–0 | 3–0 |     | 2–1 | 5–0 | 1–0 |
| Lisburn Distillery | 1–0 | 0–2 | 1–2 | 2–0 | 1–0 | 0–1 | 1–1 | 0–0 | 1–2 | 0–0 | 2–0 | 5–0 | 0–0 |     | 1–0 | 1–0 |
| Newry City         | 3–0 | 2–2 | 1–0 | 0–2 | 1–1 | 1–1 | 3–0 | 2–1 | 0–3 | 2–1 | 2–2 | 3–0 | 0–3 | 1–4 |     | 2–1 |
| Portadown          | 2–1 | 2–1 | 0–2 | 1–5 | 2–0 | 2–1 | 0–1 | 0–1 | 0–2 | 2–1 | 5–1 | 2–0 | 2–5 | 0–1 | 3–2 |     |

## Restrukturyzacja ligi
Począwszy od sezonu 2008/09, system ligowy w Irlandii Północnej został przebudowany.
Został przemianowany na IFA Premiership i zredukowany do dwunastu drużyn, uwzględnionych nie tylko na podstawie ich wyników w sezonie 2007/08, ale także w poprzednich dwóch sezonach, a także innych kryteriów. 
Każdy zgłaszający się klub został oceniony przez niezależny panel i otrzymał punkty według następujących kryteriów:
- Sport (maksymalnie 450 punktów) - na podstawie miejsc w lidze, Pucharu Irlandii, Pucharu Ligi i występów w Europie w latach 2005/06, 2006/07 i 2007/08; z punktami przyznawanymi także za prowadzenie drużyn młodzieżowych, drużyn kobiecych oraz programy rozwoju społeczności.
- Finanse (maksymalnie 200 punktów) – na podstawie wypłacalności, zarządzania długiem i prognozy przepływów pieniężnych.
- Infrastruktura (maksymalnie 150 punktów) – na podstawie pojemności stadionu, zmieniających się przepisów, zaplecza sanitarnego, boiska, oświetlenia, istnienia i standardu dyspozytorni, sali pierwszej pomocy, sali do testów na obecność narkotyków oraz zaplecza medialnego.
- Personel (maksymalnie 100 punktów) – na podstawie kwalifikacji i doświadczenia personelu.
- Planowanie biznesu (maksymalnie 50 punktów)
- Frekwencja (maksymalnie 50 punktów)

Pięć z szesnastu drużyn Premier League występujących w tym sezonie nie udało się zdobyć miejsca w nowej dwunastozespołowej Premiership i spadło do nowo wprowadzonych IFA Championship.
Z pięciu drużyn, które nie uzyskały miejsca, dwie z nich – Armagh City i Limavady United – nie uzyskały niezbędnej krajowej licencji, a Larne nie złożyło wniosku. 
Donegal Celtic uzyskał licencję, ale na liście zgłoszeń znalazł się na trzynastej pozycji. Portadown również uzyskał licencję, ale został zdegradowany do IFA Championship w wyniku złożenia wniosku o udział w IFA Premiership 29 minut po terminie rozpatrzenia. 
W rezultacie na miejscu w rankingu znalazło się trzynaście klubów – dwanaście z tegorocznej Premier League oraz Bangor, który zajął czwarte miejsce w First Division.

### Ranking
| Pozycja | Klub               | Punkty | Uwagi                                                                           |
| ------- | ------------------ | ------ | ------------------------------------------------------------------------------- |
| 1       | Linfield           | 1339   |                                                                                 |
| 2       | Ballymena United   | 1054   |                                                                                 |
| 3       | Glentoran          | 1016   |                                                                                 |
| 4       | Coleraine          | 965    |                                                                                 |
| 5       | Cliftonville       | 945    |                                                                                 |
| 6       | Dungannon Swifts   | 855    |                                                                                 |
| 7       | Glenavon           | 828    |                                                                                 |
| 8       | Crusaders          | 826    |                                                                                 |
| 9       | Lisburn Distillery | 815    |                                                                                 |
| 10      | Newry City         | 796    |                                                                                 |
| 11      | Bangor             | 641    | Klub spoza Premier League.                                                      |
| 12      | Institute          | 632    |                                                                                 |
| 13      | Donegal Celtic     | 543    |                                                                                 |
| –       | Portadown          | –      | Uzyskał licencję krajową, ale wniosek o Premiership został złożony po terminie. |
| –       | Armagh City        | –      | Złożył wniosek, ale nie uzyskał licencji krajowej.                              |
| –       | Limavady United    | –      | Złożył wniosek, ale nie uzyskał licencji krajowej.                              |
| –       | Larne              | –      | Nie dotyczyło.                                                                  |

Źródło: 